# Agustín Hombach
Agustín Hombach religioso de origen alemán, que llegó a ser jerarca apostólico de la arquidiócesis de Tegucigalpa.

## Biografía
Agustín Hombach, nació el 20 de octubre de 1879, en la localidad de Hänningen Colonia en el Imperio alemán; optó por realizar sus estudios sacerdotales en Alemania y Bélgica ingresando en 1901 en la Congregación de San Vicente de Paul y ordenándose el 23 de octubre de 1907 bajo auspicios de monseñor Rutten arzobispo de Lieja.
Fue enviado como profesor asignado al Colegio Diocesano en la república de Honduras, llegando a la ciudad de Tegucigalpa un 17 de febrero de 1911, después de algunos años laborando en la instrucción, fue ascendido como arzobispo de Honduras un 3 de febrero de 1923, mediante ordenansa del papa Pio XI.
En 1926 publicó su libro Estrellas Fijas, el origen del mundo y del hombre bajo los temas católicos creacionales, sistema solar, explicación de la vida y los orígenes de la misma en comparación con la teoría de la evolución.
Hombach fue un precursor de la paz en el país, debido a que mientras residía en el mismo ocurrieron la primera guerra civil de Honduras, la segunda guerra civil de Honduras está al año de haber sido nombrado arzobispo y la Tercera guerra civil de Honduras ocurrida en 1931, en las postrimerías de su mandato jerárquico. Hombach, conoció a los líderes políticos en esos tiempos doctor Francisco Bertrand Barahona, doctor Miguel Paz Barahona, doctor José Ángel Zúñiga Huete, general Vicente Tosta Carrasco, general Rafael López Gutiérrez, doctor y general Tiburcio Carias Andino, Vicente Mejía Colindres, general Gregorio Ferrera, entre otros con quienes conversaría sobre la pacificación en el territorio nacional antes y después de las desastrosas guerras intestinas.
Entre sus obras como arzobispo están la del fortalecimiento del Seminario Mayor de Honduras, construyó el edificio del Palacio arzobispal en Tegucigalpa, declaró el día de la Virgen de Suyapa patrona de Honduras. Hombach luchó contra la ampliación del comunismo en América, mientras ejercía como arzobispo criticó duramenta la posición socialista y feminista de la Cultura Femenina, liderada por Graciela García.
Falleció a causa de una pulmonía un 17 de octubre de 1933, sucediéndole el obispo hondureño José de la Cruz Turcios y Barahona.

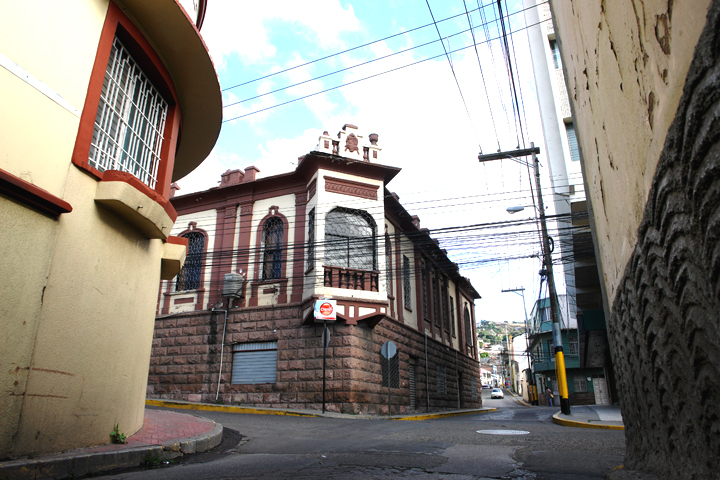
Vista parcial del Palacio arzobispal de Tegucigalpa

## Obras publicadas
- Estrellas fijas: el origen del mundo y del hombre. Dr. Agustín Hombach, Arzobispo de Tegucigalpa. Portales: Biblioteca Americana/Biblioteca Nacional de Honduras. Publicado en: Friburgo de Brisgovia (Alemania), Imprenta de Herder&Cía, 1926.
- Estatutos sinodiales Tegucigalpa, Honduras, 1930.

## Homenajes póstumos
- Hospital Odontológico Agustín Hombach.